# يانغ دي-برتوان أغونغ
يانغ دي-برتوان أغونغ (بالخط الجاوي: يڠ دڤرتوان اݢوڠ) هو لقب الحاكم الأعلى في ماليزيا، تأسس هذا المنصب مع حصول اتحاد الملايا على الاستقلال عام 1957. المعنى الحرفي لهذا اللقب باللغة العربية هو: هو الذي جُعِل سيداً. حاكم ماليزيا له ألقاب أخرى بديلة مثل: الملك والقائد الأعلى والملك العالي وغيرها. ماليزيا دولة ملكية دستورية تتميز بأنها ملكية انتخابية يقودها حالياً السلطان إبراهيم إسماعيل وهو الحاكم السابع عشر لماليزيا.
اليانغ دي بيرتوان أغونغ السابع عشر والحالي أيضًا هو السلطان ابراهيم إسماعيل الذي حل محل عبدالله احمد شاه من باهانغ، الذي تنازل عن العرش في 31 يناير 2024. كان عبد الله قد انتُخب في 24 يناير في اجتماع خاص لمؤتمر الحكام، وأدى القسم واليمين الدستوري في إستانا نياغرا في 31 من شهر يناير. وتُعرف عقيلة يانغ دي بيرتوان براجا بيرمايسوري أغونغ، وهي اليوم تونكو حاجة عزيزة أمينة ميمونة اسكندرية. سُمي الثنائي الملكي في اللغة الإنجليزية ب«صاحب الجلالة» و«صاحبة الجلالة».

## الدور الدستوري
الدور الذي يشغله اليانغ دي بيرتوان أغونغ هو دور ملك دستوري. يحدد دستور ماليزيا وقوانين البرلمان الصادرة بموجبه مدى صلاحياته كرأس للدولة. وهذه الصلاحيات مقسمة إلى فئتين: الصلاحيات التي تُمارس بناءًا على مشورة مجلس الوزراء أو وزير يعمل تحت السلطة العامة لمجلس الوزراء ومجلس الحكام، أو أي مسؤول أو مؤسسة أخرى، والصلاحيات التقديرية.
يضع الدستور السلطة التنفيذية للحكومة الفيدرالية بين يدي الملك. وعلى الرغم من ذلك، ومع وجود بعض الاستثناءات، يلتزم الملك بممارسة هذه السلطة بناءًا على مشورة مجلس الوزراء أو وزير يعمل تحت السلطة العامة لمجلس الوزراء. وبناء على ذلك، في الممارسة العملية، تنفَذ معظم الأعمال اليومية الفعلية للحكم من قبل مجلس الوزراء.
تتعلق السلطات التقديرية لليانغ دي بيرتوان أغونغ بشكل أساسي بتعيين رئيس الوزراء وحجب الموافقة على حل البرلمان، والدعوة لعقد اجتماعات مع مجلس الحكام «المعني فقط بامتيازات ومناصب وأوسمة وتكريمات وأوسمة أصحاب السمو الملكي». بموجب نظام ويستمسنتر، من المتوقع أن يعين اليانغ دي بيرتوان أغونغ رئيسًا للوزراء يحظى بثقة أغلبية ديوان الرعية، مجلس البرلمان الأدنى المنتخب. وفي حال عدم القبول برئيس الوزراء أو في حال أصبح غير مقبول، فقد يُنحّى عن منصبه عن طريق تصويت حجب الثقة، الأمر الذي سيتطلب أن يعين اليانغ دي بيرتوان أغونغ شخصًا آخر كرئيس للوزراء أو حل البرلمان لإجراء انتخابات. بشكل تقليدي، رئيس الوزراء هو رئيس الحزب الذي يتمتع بأغلبية في البرلمان. وقد كان ذلك ائتلاف الجبهة الوطنية منذ الاستقلال في عام 1957 حتى عام 2018، حين وصل إلى السلطة ائتلاف باكاتان هارابان. يجدد اليانغ دي بيرتوان أغونغ تعيين رئيس الوزراء بعد كل انتخابات عامة إلى أن يقرر الوزير التنحي.
يتمتع اليانغ دي بيرتوان أغونغ بصلاحيات تقديرية تمكنه من اختيار من يريده كرئيس للوزراء في حال لم يفز أي حزب بأغلبية الأصوات وليس ملزمًا بقرار رئيس الوزراء المنتهية ولايته (المادة 40). إلا أن ذلك لا يمنحه الحق والسلطة في إقالة رئيس الوزراء. ويمكنه أيضًا رفض أو حجب الموافقة على طلب حل البرلمان (المادة 40). ويحق له إيقاف أو حل البرلمان (المادة 55) ولكن لا يجوز له حل البرلمان إلا بناءًا على طلب من رئيس الوزراء (المادة 43). ويحق له رفض أي قوانين جديدة أو تعديلات على القوانين السارية، ولكن إذا استمر في حجب الإذن فسيصبح بشكل تلقائي قانونًا بعد 30 يومًا من تقديمه الأولي له (المادة 66).

### تعيينات
يعين اليانغ دي بيرتوان أغونغ العديد من أصحاب المناصب رفيعة المستوى في الاتحاد بموجب أحكام الدستور والقوانين المختلفة التي كان البرلمان قد أقرها. ووضع الدستور إجراءات لمثل هذه التعيينات.

#### مجلس الوزراء
- رئيس الوزراء، يترأس المجلس، ويعيًّن وفقًا للتقدير الذي يناله بين الأعضاء المنتخبين لمجلس النواب الذي من المرجح في رأيه أن يحصلوا على ثقة أغلبية أعضاء ذلك المجلس، وعادة ما يكون رئيس الحزب أو الائتلاف.
- نائب رئيس مجلس الوزراء، الوزراء ونواب الوزراء، أثناء العمل بناءًا على مشورة رئيس الوزراء.
- السكرتير الأول للحكومة بصفته أمينًا لمجلس الوزراء، أثناء عمله بناءًا على مشورة رئيس الوزراء.

#### اللجان والمفوضيات
- لجنة الانتخابات بناءًا على مشورة مجلس الحكام
- لجنة الخدمات القضائية والقانونية، بعد التشاور مع رئيس القضاء
- لجنة الخدمة العامة الماليزية وفقًا لتقديره، بعد الأخذ بمشورة رئيس الوزراء وبعد التشاور مع مجلس الحكام.

#### القضاة
- رئيس قضاة ماليزيا، بناء على مشورة رئيس الوزراء ومؤتمر الحكام.
- رئيس قضاة مالايا، بناء على مشورة رئيس الوزراء ومؤتمر الحكام.
- رئيس قضاة ساباه وساراواك، بناء على مشورة رئيس الوزراء ومؤتمر الحكام.

#### أعضاء المجلس الأعلى للبرلمان
يعين اليانغ دي بيرتوان أغونغ 44 عضوًا لديوان نيغارا، المجلس الأعلى للبرلمان.

#### حكام الولايات
يعين اليانغ دي بيرتوان أغونغ اليانغ دي بيرتوا نيغارا (الحكام) لولايات بينانغ ومالاكا وساباه وساراواك، وفقًا لتقديره، بعد الأخذ بمشورة الوزير الأعلى للولاية.
يعين اليانغ دي بيرتوان أغونغ أيضًا محافظ ومجلس المدينة لكوالا لمبور.

### رأس الإسلام
إضافة إلى ذلك، يكون اليانغ دي بيرتوان أغونغ رأس الإسلام في الولايات الأربع التي يحكمها الحكام المعينون وفي الأقاليم الفيدرالية الثلاثة وأيضًا في ولايته هو (ولاية برسكوتوان كوالا لمبور). في هذا المنصب، يحصل على مشورة مجلس الشؤون الإسلامية للدولة في كل ولاية من الولايات.
يعين اليانغ دي بيرتوان أغونغ رئيس وأعضاء كل مجلس. ويعين أيضًا المفتي في كل ولاية. وثمة مجلس مستقل للشؤون الإسلامية يتمتع بسلطة قضائية على الأقاليم الفدرالية الثلاثة. ويعين هذا المجلس أيضًا من قبل اليانغ دي بيرتوان أغونغ.

### القائد العام
بصورة تتماشى مع المادة 41 من الدستور، يشغل اليانغ دي بيرتوان أغونغ منصب القائد الأعلى للقوات المسلحة الماليزية. وعلى هذا النحو، هو أعلى رتبة في التسلسل القيادي العسكري. بصفته القائد الأعلى للقوات المسلحة الماليزية، يعين اليانغ دي بيرتوان أغونغ قائد قوات الدفاع بناءًا على مشورة مجلس القوات المسلحة. ويعين أيضًا رؤساء الخدمات لكل من الفروع الثلاثة للقوات العسكرية.

## التاريخ
في 31 أغسطس من عام 1957، وبعد أن رفض لقب اليانغ دي بيرتوان بيسار المقترح لمصلحة اليانغ دي بيرتوان أغونغ، انتخب مؤتمر الحكام أول شاغر للعرش. وحسب تسلسل الأقدمية، كان اللواء إبراهيم من جوهور البالغ من العمر 84 عامًا، وقد كان يشغل منصب سلطان جوهور منذ العام 1895، الأول في التسلسل، إلا أنه رفض ذلك نظرًا إلى تقدمه في السن. وقد رُفض من كان يليه في التسلسل، أبو بكر من باهانغ، الذي كان يشغل منصب سلطان باهانغ منذ عام 1932، لخمس مرات من قبل زملائه الناخبين، ولم يحصل على الأصوات اللازمة، وكان ذلك يرجع جزئيًا إلى أن الحكام اعتبروا زيجاته المختلفة من المشاهير ومن راقصات النوادي الليلية أمرًا لا يليق بالملكية. انتُخب عبد الرحمن من نيجيري سمبيلان، بعد أن انتُخب لعرش ولايته (يامتوان بيسار) في عام 1933، بأغلبية ثمانية أصوات مقابل صوت واحد.

## القائمة

### ملك ماليزيا
هذه قائمة ملوك ماليزيا:
| #  | الصورة                                                                                             | الاسم                            | الولاية     | الفترة                          | المدة             | تاريخ ميلاده   | تاريخ وفاته                          |
| -- | -------------------------------------------------------------------------------------------------- | -------------------------------- | ----------- | ------------------------------- | ----------------- | -------------- | ------------------------------------ |
| 1  | | عبد الرحمن حاكم نكري سمبيلن      | نكري سمبيلن | 31 أغسطس 1957 – 1 أبريل 1960    | 2 سنوات و215 أيام | 24 أغسطس 1895  | 1 أبريل 1960 (عن عمر ناهز 64 عاماً)   |
| 2  | | حسام الدين عالم شاه              | سلاغور      | 14 أبريل 1960 – 1 سبتمبر 1960   | 141 أيام          | 13 مايو 1898   | 1 سبتمبر 1960 (عن عمر ناهز 62 عاماً)  |
| 3  | | هارون بوترا                      | برليس       | 21 سبتمبر 1960 – 20 سبتمبر 1965 | 5 سنوات و0 أيام   | 25 نوفمبر 1920 | 16 أبريل 2000 (عن عمر ناهز 79 عاماً)  |
| 4  | | إسماعيل ناصر الدين شاه           | ترغكانو     | 21 سبتمبر 1965 – 20 سبتمبر 1970 | 5 سنوات و0 أيام   | 24 يناير 1907  | 20 سبتمبر 1979 (عن عمر ناهز 72 عاماً) |
| 5  | Tunku_Abdul_Halim_and_Tunku_Bahiyah_in_henna_ceremony_(cropped)                                    | عبد الحليم معظم الفترة الأولى    | قدح         | 21 سبتمبر 1970 – 20 سبتمبر 1975 | 5 سنوات و0 أيام   | 28 نوفمبر 1927 | 11 سبتمبر 2017 (عن عمر ناهز 89 عاماً) |
| 6  | Yahya_Petra_of_Kelantan                                                                            | يحيى بيترا الكلنتني              | كلنتن       | 21 سبتمبر 1975 – 29 مارس 1979   | 3 سنوات و190 أيام | 10 ديسمبر 1917 | 29 مارس 1979 (عن عمر ناهز 61 عاماً)   |
| 7  | Sultan_Ahmad_Shah_Al-Musta’in_Billah_ibni_Sultan_Abu_Bakar_Ri’ayatuddin_Al-Mu’azzam_Shah_pada_1994 | أحمد شاه المستعين بالله          | فهغ         | 26 أبريل 1979 – 25 أبريل 1984   | 5 سنوات و0 أيام   | 24 أكتوبر 1930 | 22 مايو 2019 (عن عمر ناهز 88 عاماً)   |
| 8  | | إسكندر الحاج                     | جوهر        | 26 أبريل 1984 – 25 أبريل 1989   | 5 سنوات و0 أيام   | 8 أبريل 1932   | 22 يناير 2010 (عن عمر ناهز 77 عاماً)  |
| 9  | | عزلن محب الدين شاه               | فيرق        | 26 أبريل 1989 – 25 أبريل 1994   | 5 سنوات و0 أيام   | 19 أبريل 1928  | 28 مايو 2014 (عن عمر ناهز 86 عاماً)   |
| 10 | | جعفر بن عبد الرحمن               | نكري سمبيلن | 26 أبريل 1994 – 25 أبريل 1999   | 5 سنوات و0 أيام   | 19 يوليو 1922  | 27 ديسمبر 2008 (عن عمر ناهز 86 عاماً) |
| 11 | | صلاح الدين عبد العزيز شاه        | سلاغور      | 26 أبريل 1999 – 21 نوفمبر 2001  | 2 سنوات و210 أيام | 8 مارس 1926    | 21 نوفمبر 2001 (عن عمر ناهز 75 عاماً) |
| 12 | | سراج الدين جمل الليل             | برليس       | 13 ديسمبر 2001 – 12 ديسمبر 2006 | 5 سنوات و0 أيام   |                |                                      |
| 13 | | ميزان زين العابدين سلطان ترغكانو | ترغكانو     | 13 ديسمبر 2006 – 12 ديسمبر 2011 | 5 سنوات و0 أيام   |                |                                      |
| 14 | | عبد الحليم معظم الفترة الثانية   | قدح         | 13 ديسمبر 2011 – 12 ديسمبر 2016 | 5 سنوات و0 أيام   | 28 نوفمبر 1927 | 11 سبتمبر 2017 (عن عمر ناهز 89 عاماً) |
| 15 | | محمد الخامس                      | كلنتن       | 13 ديسمبر 2016 – 6 يناير 2019   | 2 سنوات و25 أيام  |                |                                      |
| 16 | Sultan_Abdullah,_2019_official_portrait                                                            | عبد الله أحمد شاه                | فهغ         | 31 يناير 2019 – 30 يناير 2024   | 5 سنوات و0 أيام   |                |                                      |
| 17 | | إبراهيم إسماعيل                  | جوهر        | 31 يناير 2024 – في المنصب       | 1 سنة و93 أيام    |                |                                      |

### نائب الملك
هذه قائمة نواب ملوك ماليزيا:
| الاسم | الاسم                             | الاسم                      | الولاية     | الفترة                          | تاريخ ميلاده   | تاريخ وفاته                          |
| ----- | --------------------------------- | -------------------------- | ----------- | ------------------------------- | -------------- | ------------------------------------ |
| 1     | حسام الدين عالم شاه*              | حسام الدين عالم شاه*       | سلاغور      | 31 أغسطس 1957 – 1 أبريل 1960    | 13 مايو 1898   | 1 سبتمبر 1960 (عن عمر ناهز 62 عاماً)  |
| 2     | هارون بوترا*                      | هارون بوترا*               | برليس       | 14 أبريل 1960 – 1 سبتمبر 1960   | 25 نوفمبر 1920 | 16 أبريل 2000 (عن عمر ناهز 79 عاماً)  |
| 3     | إسماعيل ناصر الدين شاه*           | إسماعيل ناصر الدين شاه*    | ترغكانو     | 21 سبتمبر 1960 – 20 سبتمبر 1965 | 24 يناير 1906  | 20 سبتمبر 1979 (عن عمر ناهز 73 عاماً) |
| 4     | عبد الحليم معظم*                  | الفترة الأولى              | قدح         | 21 سبتمبر 1965 – 20 سبتمبر 1970 | 28 نوفمبر 1927 | 11 سبتمبر 2017 (عن عمر ناهز 89 عاماً) |
| 5     | يحيى بيترا الكلنتني*              | يحيى بيترا الكلنتني*       | كلنتن       | 21 سبتمبر 1970 – 20 سبتمبر 1975 | 10 ديسمبر 1917 | 29 مارس 1979 (عن عمر ناهز 61 عاماً)   |
| 6     | أحمد شاه المستعين بالله*          | أحمد شاه المستعين بالله*   | فهغ         | 21 سبتمبر 1975 – 29 مارس 1979   | 24 أكتوبر 1930 | 22 مايو 2019 (عن عمر ناهز 88 عاماً)   |
| 7     | جعفر بن عبد الرحمن                | الفترة الأولى              | نكري سمبيلن | 26 أبريل 1979 – 25 أبريل 1984   | 19 يوليو 1922  | 27 ديسمبر 2008 (عن عمر ناهز 86 عاماً) |
| 8     | عزلن محب الدين شاه*               | عزلن محب الدين شاه*        | فيرق        | 26 أبريل 1984 – 25 أبريل 1989   | 19 أبريل 1928  | 28 مايو 2014 (عن عمر ناهز 86 عاماً)   |
| 9     | جعفر بن عبد الرحمن*               | الفترة الثانية             | نكري سمبيلن | 26 أبريل 1989 – 25 أبريل 1994   | 19 يوليو 1922  | 27 ديسمبر 2008 (عن عمر ناهز 86 عاماً) |
| 10    | صلاح الدين عبد العزيز شاه*        | صلاح الدين عبد العزيز شاه* | سلاغور      | 26 أبريل 1994 – 25 أبريل 1999   | 8 مارس 1926    | 21 نوفمبر 2001 (عن عمر ناهز 75 عاماً) |
| 11    | ميزان زين العابدين سلطان ترغكانو* | الفترة الأولى              | ترغكانو     | 26 أبريل 1999 – 12 ديسمبر 2001  |                |                                      |
| 12    | ميزان زين العابدين سلطان ترغكانو* | الفترة الثانية             | ترغكانو     | 13 ديسمبر 2001 – 12 ديسمبر 2006 |                |                                      |
| 13    | عبد الحليم معظم*                  | الفترة الثانية             | قدح         | 13 ديسمبر 2006 – 12 ديسمبر 2011 | 28 نوفمبر 1927 | 11 سبتمبر 2017 (عن عمر ناهز 89 عاماً) |
| 14    | محمد الخامس*                      | محمد الخامس*               | كلنتن       | 13 ديسمبر 2011 – 12 ديسمبر 2016 |                |                                      |
| 15    | نزرين شاه سلطان فيرق              | الفترة الأولى              | فيرق        | 13 ديسمبر 2016 – 31 يناير 2019  |                |                                      |
| 16    | نزرين شاه سلطان فيرق              | الفترة الثانية             | فيرق        | 31 يناير 2019 – 30 يناير 2024   |                |                                      |
| 17    | نزرين شاه سلطان فيرق              | الفترة الثالثة             | فيرق        | 31 يناير 2024 – في المنصب       |                |                                      |

* يشير إلى أولئك الذين أصبحوا يانغ دي بيرتوان أغونغ الجديد (الملك) مباشرة بعد نهاية فترة وجودهم في منصب نائب يانغ دي بيرتوان أغونغ (نائب الملك).